# Gastrotheca christiani
Espèce
Statut de conservation UICN

 CR  : 
En danger critique
Gastrotheca christiani est une espèce d'amphibiens de la famille des Hemiphractidae.

## Répartition
Cette espèce est endémique d'Argentine. Elle se rencontre dans les provinces de Jujuy et de Salta de 1 550 à 2 600 m d'altitude sur la cordillère des Andes.

## Étymologie
Cette espèce est nommée en l'honneur de Christian P. J. Halloy.

## Publication originale
- Laurent, 1967 : Descrubimiento del genero Gastrotheca Fitzinger en Argentina. Acta Zoologica Lilloana, vol. 22, p. 353-354.